# 実録・青森抗争
『実録・青森抗争』（じつろく・あおもりこうそう）は、日本のヤクザ映画、オリジナルビデオ。GPミュージアムソフト（現・ライツキューブ）製作。竹内力主演。VHSで2002年11月25日リリース。2020年12月現在、未DVD化。

## 概要
青森県を舞台にテキヤ系暴力団の抗争が描かれる。昭和57年7月20日、福井亮吉（鶴見辰吾）と大倉健一郎（竹内力）が五分兄弟分盃を交わす。昭和59年（1984年）に弘前市土手町で発生した抗争事件や、昭和62年（1987年）に青森市浅虫で発生した射殺事件が登場する。また、フィクションとはいえ描写および設定等に事実と異なる点があったとして、作品冒頭に主演・竹内力によるナレーションと謝罪メッセージテロップが流れる。

## キャスト
- 二代目稲原会系大倉組組長 大倉健一郎：竹内力
- 梅谷宗家代行 福井亮吉（→梅谷宗家六代目、全梅谷連合会会長）：鶴見辰吾
- 梅谷・井崎分家二代目堀田組組員：小池勝彦：目黒大樹
- 極山佐竹会会長 佐竹儀一：遠藤憲一
- 梅谷・井崎分家二代目堀田組組長 千葉文彦：山田辰夫
- 全梅谷連合会運営委員 塚原竜夫（→梅谷宗家七代目）：奈良坂篤
- 東京盛家・盛岡分家二代目 大原真：曽根英樹
- 極山佐竹会山北組：中野裕斗
- 極山佐竹会山北組：もてぎ弘二
- 二代目稲原会系組員：羽村英
- 二代目稲原会山崎屋一家組長 稲原祐治：渡辺裕之
- 二代目稲原会会長 石井隆司
- 東海屋宗家三代目 藤岡洋二郎：曽根晴美

ナレーション
- 森羅万象

## スタッフ
- 監督：望月六郎
- 製作：中島仁
- プロデューサー：小野誠一、佐藤敏宏
- 脚本：石川雅也
- 撮影：今泉尚亮
- 照明：白石成一
- 録音：沼田和夫
- 制作：ミュージアム・ピクチャーズ
- 制作協力：エクセレントフィルム
- 製作：GPミュージアム
- 発売・販売：GPミュージアム